# Oreonectes macrolepis
Oreonectes macrolepis är en fiskart som beskrevs av Huang, Du, Chen och Yang 2009. Oreonectes macrolepis ingår i släktet Oreonectes och familjen grönlingsfiskar. Inga underarter finns listade i Catalogue of Life.